# Palais Cybo-Malaspina
Le palais Cybo-Malaspina (en italien : Palazzo Cybo Malaspina ou Palazzo Ducale), ancien château, est un bâtiment historique de Carrare, dans la province de Massa-Carrara en Toscane. Aujourd'hui, il abrite l'Académie des Beaux-Arts.

## Histoire et description
La construction du palais Cybo-Malaspina, construit sur d'anciennes fortifications remontant à la période lombarde, à l'époque de Guglielmo Malaspina et, en 1448, il devint la résidence permanente de la dynastie.
Après la chute de la famille Malaspina et au cours des différentes occupations que subit Carrare, de nombreuses œuvres qu'elle contenait furent volées et la tour fut utilisée pour les usages les plus variés. Le palais est aujourd'hui composé de deux noyaux distincts : le premier est le château Malaspina, datant du XIIIe siècle, et le second est le palais Renaissance, commencé par Alberico Ier à la fin du XVIe siècle.

## Galerie

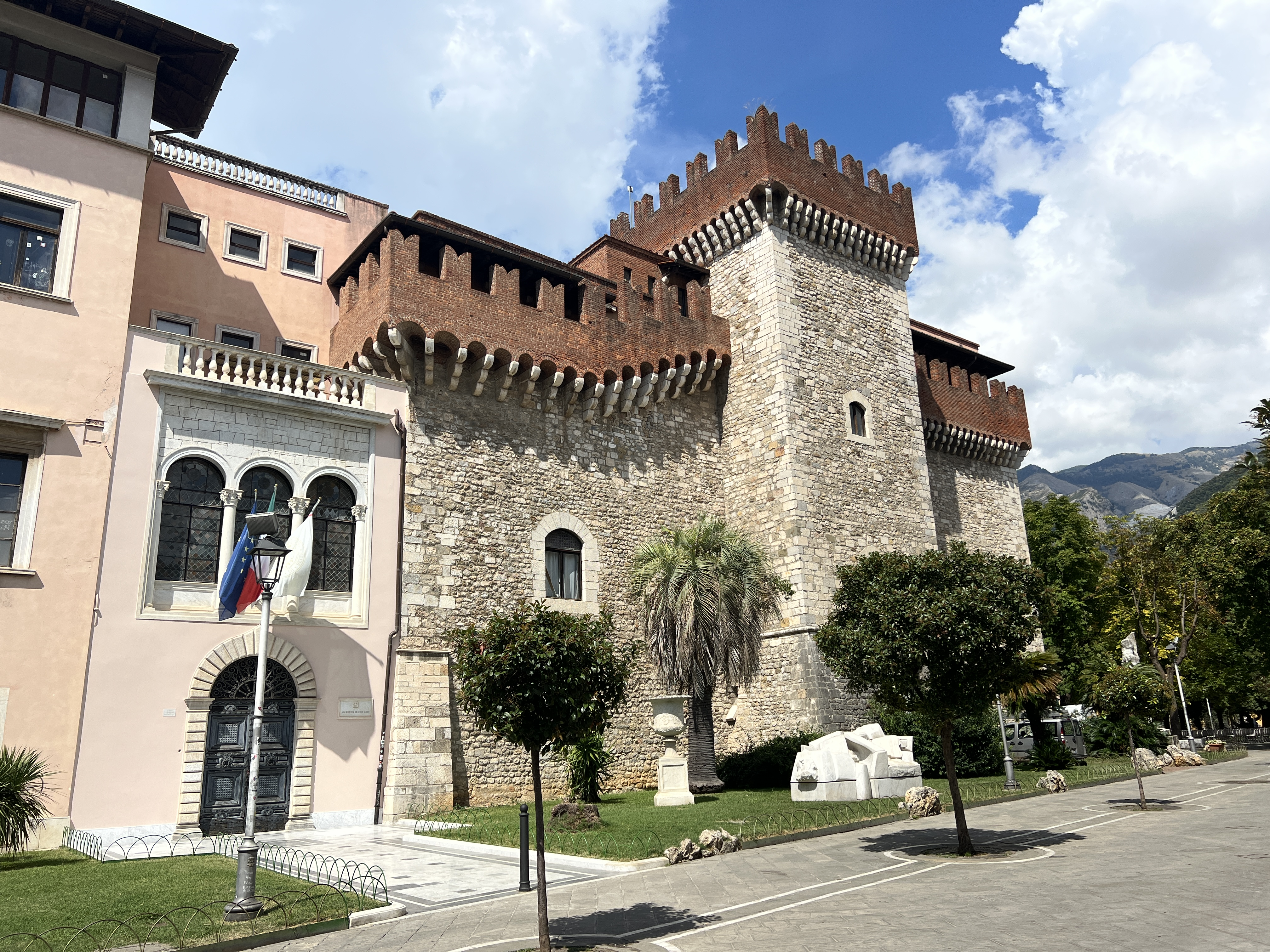
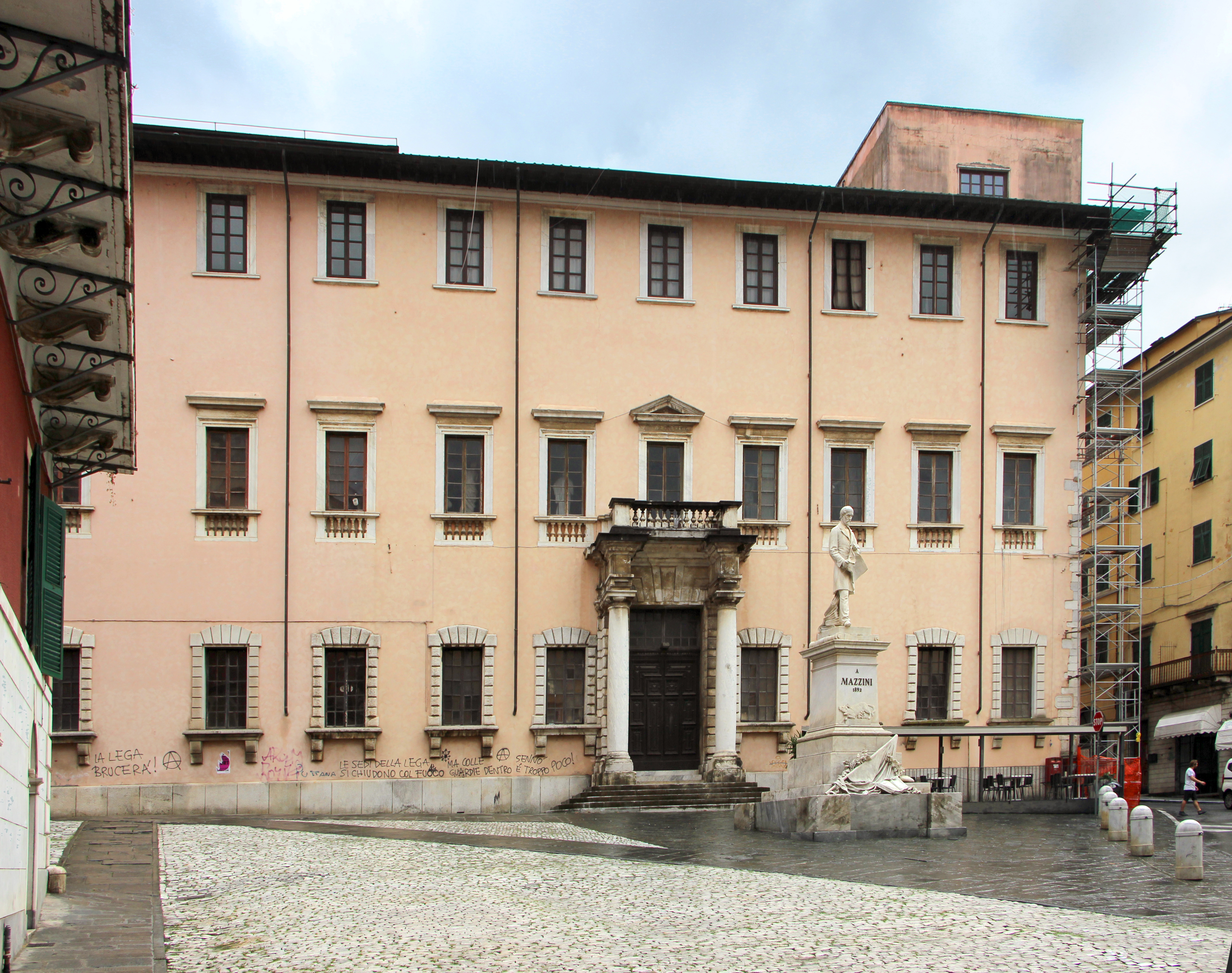